# Weißfleck-Graseule
Die Weißfleck-Graseule (Mythimna conigera), auch Buschrasen-Weißfleckeule oder Gelbbraune Schilfgraseule genannt, ist ein Schmetterling (Nachtfalter) aus der Familie der Eulenfalter (Noctuidae).

## Merkmale
Die Falter erreichen eine Flügelspannweite von 31 bis 38 Millimeter. Die Vorderflügel sind in der Grundfarbe gelblich, orangefarben, rötlich ockergelb, hellbraun, hell graubraun bis rotbraun. Der Apex der relativ schlanken Vorderflügel ist gespitzt, der Tornus dagegen breit gerundet. Die innere und äußere Querlinie sind scharf dunkelbraun gezeichnet. Wärmeformen ergeben kräftig gelbrote gefärbte Exemplare, Kälteformen eher düster gelbgraubraun gefärbte Exemplare mit kräftiger Zeichnung.
Die äußere Querlinie verläuft annähernd parallel zum Außenrand mit einer scharfen Rückbiegung am Kostalrand. Die innere Querlinie zeigt eine sehr markante, annähernd mittige, leicht zum Innenrand verschobene, gespitzt-dreieckige Ausbiegung zum Außenrand hin. Die Nierenmakel ist umgeben von einem diffusen, etwas dunkleren Rand. Der proximale Teil ist oft etwas heller gezeichnet. Zum Innenrand hin an die Nierenmakel anschließend befindet sich ein länglich-dreieckiger, weißer Fleck entlang der Ader R. Die Ringmakel fehlt gewöhnlich, sie ist gelegentlich als kleiner, heller elliptischer Fleck wahrzunehmen. Die Flügeladern sind meist dunkelbraun hervorgehoben, besonders im Saumfeld zwischen äußerer Querlinie und Saumlinie sind sie als dünne feine Linien ausgebildet. Die Saumlinie ist als dünne Linie oder als Punktreihe angedeutet. Im Saumfeld ist bei manchen Exemplaren anstelle der Wellenlinie ein etwas dunklerer Schatten ausgebildet. Die Fransen sind in der Grundfarbe gehalten.
Die Hinterflügel sind hellgraubraun mit einer leichten bräunlichen Tönung. Sie werden zum Außenrand hin etwas dunkler, die Fransen sind wiederum etwas heller.
Die vergleichsweise gedrungene Raupe ist gelbbraun mit einer dunkel gesäumten hellen Rückenlinie. Die Nebenrückenlinien sind schwarz gezeichnet, zur Bauchseite hin mit einer weißen Linie begrenzt. Die Seitenstreifen sind gelbgrau gezeichnet, die Stigmen schwarz. Der verhältnismäßig große Kopf ist gelbbraun gefärbt mit zwei schwarzen Längslinien beiderseits der Mitte sowie einem Punktmuster. Die erwachsene Raupe wird 35 bis 40 Millimeter lang.
Die Puppe ist gelbbraun, der Kremaster weist zwei auseinander strebende spitze Borsten auf.

## Geographische Verbreitung und Lebensraum
Die Art kommt von der Iberischen Halbinsel und den Britischen Inseln im Westen über Süd-, Mittel-, Nord- und Osteuropa über Sibirien bis zum Russischen Fernen Osten und Japan vor. Im Norden Europas reicht das Areal bis etwa ins mittlere Fennoskandien, im Süden Europas bis Zentralspanien mit einem isolierten Vorkommen in der Sierra Nevada (Südspanien), Sardinien, Sizilien und Nordgriechenland. In Kleinasien ist das Vorkommen auf die Nordosttürkei beschränkt. Sie kommt im Transkaususgebiet in Aserbaidschan und Armenien vor, fehlt aber im Nordiran. In Zentralasien reicht das Verbreitungsgebiet bis in den (West-)Himalaya.
Die Art bevorzugt offene, eher feuchte bis halbtrockene Biotope wie Hänge und Lehnen, aufgelassene Weinberge, Streuobstwiesen, Wegränder, Bahn- und Hochwasserdämme, Böschungen, Waldränder, Steinbrüche und Kiesgruben, Randlagen an Seen und Flüssen, feuchte Wiesen, Buschland, grasige Ruderalflächen, wahrscheinlich auch wenig gemähte, extensiv genutzte Gärten und Parks. Die Art ist sehr lokal, kann in günstigen Habitaten aber sehr häufig sein. In den Alpen steigt sie bis auf 2000 Meter an, in den zentralasiatischen Gebirgen bis auf über 3000 Meter.

## Lebensweise
Die Weißfleck-Graseule bildet eine Generation pro Jahr, deren Falter von Mitte Juni bis August fliegen, gelegentlich auch bis in den September hinein. Sie sind überwiegend nachtaktiv, fliegen gelegentlich jedoch auch tagsüber. Nachts kommen sie an künstliche Lichtquellen und können geködert werden. Sie besuchen meist in der Dämmerung und nachts die Blüten zahlreicher krautiger Pflanzen. Die Eier werden in ein oder zwei Reihen in gefaltete Grasblätter abgelegt. Die Eizeit bis zum Schlüpfen dauert etwa zwei Wochen. Die Raupen fressen an verschiedenen Süßgräsern (Poaceae), seltener auch an krautigen Pflanzen, wie z. B. Rumex und Fragaria, gelegentlich sogar Blätter von Bäumen. Sie sind nachtaktiv und verbergen sich tagsüber in der Vegetation. In der Literatur werden folgende Raupennahrungspflanzen genannt:
- Deutsches Weidelgras (Lolium perenne)[5]
- Italienisches Raygras (Lolium multifkorum)[5]
- Haar-Hainsimse (Luzula pilosa)[5]
- Rohrglanzgras (Phalaris arundinacea)[5][7]
- Schilfrohr (Phragmites australis)[5]
- Einjähriges Rispengras (Poa annua)[5][7]
- Ampfer (Rumex)[5]
- Löwenzahn (Taraxacum)[5]
- Kriech-Quecke (Triticum repens)[5]
- Große Brennnessel (Urtica dioica)[5]
- Aufrechte Trespe (Bromus erectus)[7]
- Draht-Schmiele (Deschampsia flexuosa)[7]
- Gewöhnliches Knäuelgras (Dactylis glomerata)[7][8]
- Calamagrostis purpurea[7]
- Schwingel (Festuca spec.)[7]
- Wald-Erdbeere (Fragaria vesca)[7]
- Gänseblümchen (Bellis perennis)[7]

Die halb erwachsene Raupe überwintert und entwickelt sich im Frühjahr des folgenden Jahres weiter. Sie verpuppt sich im Mai in einem lose gesponnenen Kokon am Boden.

## Systematik und Taxonomie
Die Art wurde 1775 von Michael Denis und Johann Ignaz Schiffermüller als Noctua conigera erstmals wissenschaftlich beschrieben. Die Typen stammten aus der Umgebung von Wien und sind heute verloren. In der Vergangenheit wurde die Art auch anderen Gattungen zugewiesen, so dass sie in der Literatur auch in folgenden Kombinationen zu finden ist: Sideridis conigera, Leucania conigera, Aletia conigera und Conithimna conigera. Aletia Hübner, 1821. Leucania Ochsenheimer, 1816 und Sideridis Hübner, 1821 sind andere Gattungen, zu denen conigera nicht gestellt werden kann. Sie ist die Typusart der Gattung Conithimna Beck, 1999, die jedoch als jüngeres Synonym von Mythimna angesehen wird. Einige Autoren gliedern die Gattung Mythimna in mehrere Untergattungen. In dieser Gliederung wird conigera in die Nominatuntergattung Mythimna (Mythimna) gestellt. Derzeit werden zwei Unterarten unterschieden:
- Mythimna conigera conigera, die Nominatunterart, im größten Teil des Verbreitungsgebietes
- Mythimna conigera angulifera (Moore, 1881), westlicher Himalaya, dunklere Hinterflügel, dunklere Nierenmakel, weniger deutlich gezeichnete Querlinien auf den Vorderflügeln

## Gefährdung
Die Weißfleck-Graseule gilt in Deutschland als nicht gefährdet.

## Belege